# Notiphila abdita
Notiphila abdita är en tvåvingeart som beskrevs av Timothy M. Cogan 1968. Notiphila abdita ingår i släktet Notiphila och familjen vattenflugor. Inga underarter finns listade i Catalogue of Life.